# Melipona yucatanica
Melipona yucatanica là một loài Hymenoptera trong họ Apidae. Loài này được Camargo, Moure & Roubik mô tả khoa học năm 1988.